# Tox
Tox je peer-to-peer protokol pro instant messaging a videohovory, který nabízí koncové šifrování. Uvedeným cílem projektu je poskytnout bezpečnou a snadno přístupnou komunikaci pro každého. Referenční implementace protokolu je publikována jako open-source software v souladu s podmínkami GNU General Public License (GPL) verze 3 nebo novější.

## Historie
První kód na GitHub přidal 23. června 2013 uživatel irungentoo. Pre-alfa testovací binární soubory byly pro uživatele dány k dispozici 3. února 2014 a noční sestavení Tox zveřejnil Jenkins Automatron. Dne 12. července 2014 Tox vstoupil do alfa fáze vývoje a pro tuto příležitost byla přepracovaná stránka pro stažení.

## Vlastnosti
Uživatelé mají přidělen veřejný a soukromý klíč, a navzájem se přímo propojují ve zcela distribuované peer-to-peer síti. Uživatelé mají možnost s přáteli posílat zprávy, připojit se k chatu s přáteli nebo cizinci, uskutečňovat hlasový/video chat a posílat si navzájem soubory. Veškerý provoz přes Tox je end-to-end šifrován pomocí knihovny NaCl, která poskytuje ověřené šifrování a perfektní dopřednou bezpečnost.
Většinou mají Tox klienti za cíl poskytnout podporu IM, chatovací místnosti, hlasové a videohovory, hlasové a videokonference, sledování příchozích emailů, sdílení souborů, šifrování, a sdílení plochy. Další funkce mohou být realizovány pomocí libovolného klienta, pokud je podporováno jádro protokolu. Funkce, které nejsou spojené s jádrem síťového systému, jsou ponechány na klientovi. Vývojářům klientů se důrazně doporučuje dodržovat Tox Client standard s cílem zachovat kompatibilitu mezi klienty a příslušné bezpečnostní postupy.

## Architektura

### Jádro
Tox jádro je knihovna, která stanovuje protokol a API. Uživatelští klienty, jsou postaveny na tomto jádře. Kdokoliv může vytvořit klienta využívajícího jádro.
Technické dokumenty popisující design jádra, které napsal vývojář jádra irungentoo, jsou veřejně přístupné.

### Protokol
Jádrem Tox je implementace protokolu Tox, příklad aplikační vrstvy OSI modelu a pravděpodobně prezentační vrstva. Implementace protokolu Tox dosud neučinily v rámci projektu příklad Xotu.
Tox používá formát zvuku Opus pro audio streaming a VP8 pro video streaming.

### Šifrování
Tox využívá kryptografických primitiv přítomných v knihovně NaCl, přes libsodium. Konkrétně používá Tox Curve25519 pro výměnu klíčů, xsalsa20 pro symetrické šifrování a Poly1305 pro počítače Mac.

### Klienti
Klient je program, který používá jadernou knihovnu Tox pro komunikaci s ostatními uživateli protokolu Tox. Pro širokou škálu systémů jsou k dispozici různí klienti. Následuje neúplný seznam:
| Jméno    | Operační systém               | Programovací jazyk        |
| -------- | ----------------------------- | ------------------------- |
| Antidote | IOS                           | Objective-C               |
| Antox    | Android                       | Scala, Java               |
| Cyanide  | Sailfish OS                   | C++                       |
| gTox     | Linux                         | C++ (GTK+ 3)              |
| qTox     | Linux, FreeBSD, OS X, Windows | C++ (Qt)                  |
| Toxic    | Linux, BSD, OS X              | C (Ncurses)               |
| Toxy     | Windows                       | C# (WPF)                  |
| Toxygen  | Linux, Windows                | Python (Qt pomocí PySide) |
| μTox     | Linux, FreeBSD, OS X, Windows | C (Win32 API, Xlib)       |
| xWinTo   | Linux, Solaris, BSD           | C/C++ (FLTK)              |

Existují také pluginy pro Pidgin a Miranda NG.

## Odloučení od Tox Foundation
11. července 2015 vývojáři Tox oficiálně oznámili jejich odloučení od Tox Foundation kvůli sporu o „zneužívání darovaných finančních prostředků“ od Tox Foundation CEO, podle LWN.net. Vzhledem k tomu, že doména je pod kontrolou Tox Foundation, hlavní vývoj projektu byl převeden do nové infrastruktury serverů a na novou doménu.

## Reakce
Tox získal významnou pozornost medií v jeho rané koncepční fázi, získal pozornost globálních internetových stránek Tech News a dne 15. srpna 2013, byl Tox číslo pět na seznamu Trending na GitHubu.
Vznikly obavy o únik metadat, na to vývojáři reagovali zavedením směřování procesu hledání přátel přes síť Tor. Tox byl přijat do Google Summer of Code jako Mentoring organizace v roce 2014 a 2015.